# Maslenci
Maslenci (znanstveno ime Butyriboletus) so rod gliv iz družine cevark (Boletaceae).

## Seznam maslencev Slovenije[2]
- rumeni maslenec (Butyriboletus appendiculatus)
- Fechtnerjev maslenec (Butyriboletus fechtneri)
- lepi maslenec (Butyriboletus pseudoregius)
- kraljevi maslenec (Butyriboletus regius)
- jelov maslenec (Butyriboletus roseogriseus)
- nemodreči maslenec (Butyriboletus subappendiculatus)